# Selenographia (Jan Heweliusz)

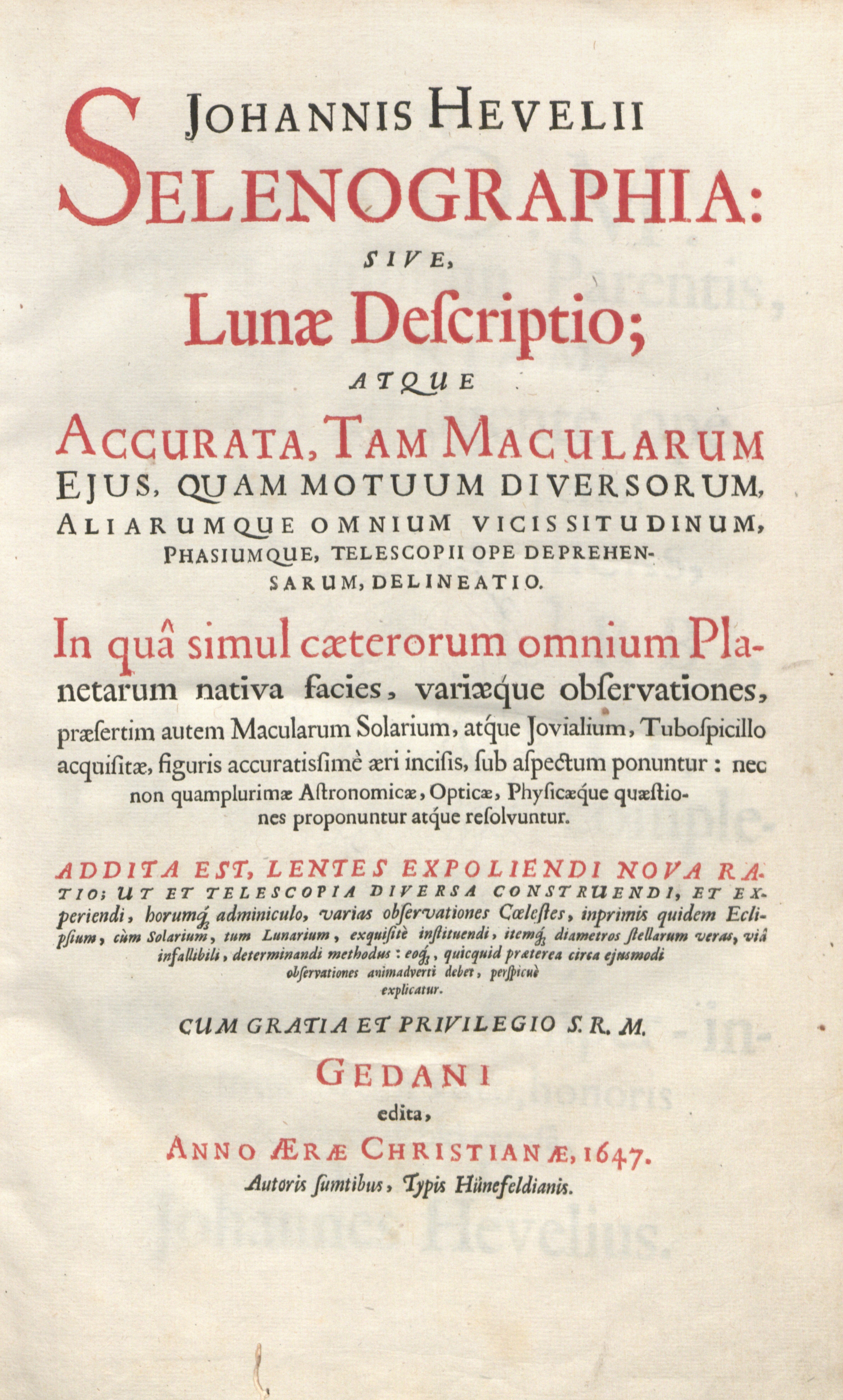
Strona tytułowa

Selenographia: sive Lunae Descriptio (Selenografia: lub Opisanie Księżyca) – praca autorstwa Jana Heweliusza, wydana w 1647 roku.

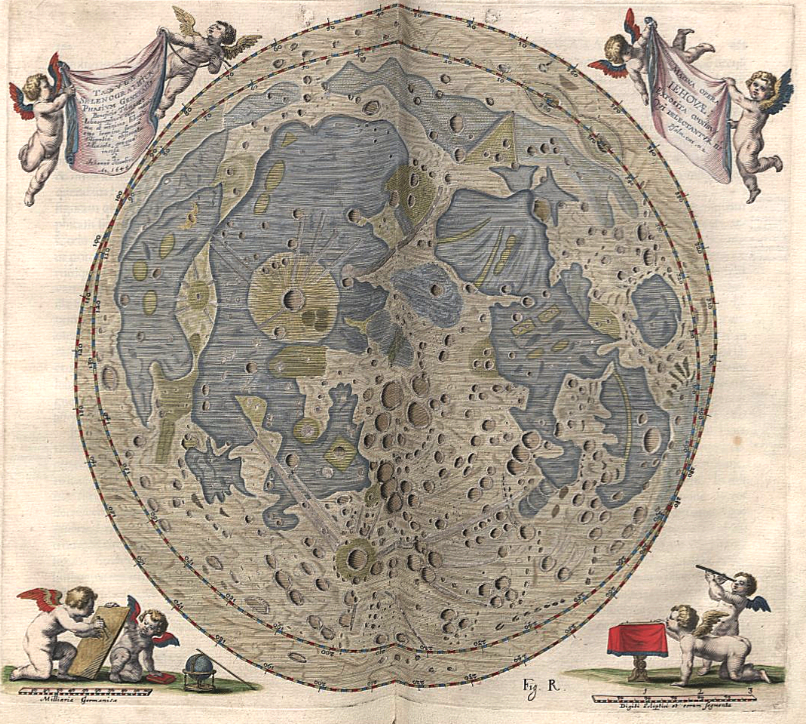
Mapa księżyca autorstwa Jana Heweliusza z dzieła Selenographia

Selenographia zawierała trzy duże mapy Księżyca o średnicy 30 cm, atlas faz Księżyca (40 rycin) i opis jego powierzchni, stanowiące wynik prowadzonych przez Heweliusza systematycznych obserwacji w latach 1643–1645 z założonego przez siebie w 1641 roku, obserwatorium astronomicznego w Gdańsku. Zawiera też opis zjawiska libracji Księżyca. Publikacja ta była przez 150 lat jednym z podstawowych materiałów do studiów nad powierzchnią Księżyca, razem z mapą Grimaldiego w Almagestum novum Ricciolego i mapą Cassiniego z Obserwatorium Paryskiego, dopóki w połowie XVIII wieku Tobias Mayer nie wprowadził nowego, precyzyjniejszego sposobu rysowania map Księżyca z użyciem pomiarów mikrometrycznych. Jan Heweliusz rozpoczął nadawanie formacjom księżycowym nazw geograficznych spotykanych w geografii świata antycznego, ale większość jego propozycji ostatecznie nie została zaakceptowana przez selenografów. Ostatecznie z blisko 300 zaproponowanych przez Heweliusza nazw na współczesnych mapach Księżyca pozostało 10 (np. Alpy i Apeniny), w tym tylko 4 w miejscach przez niego wskazanych. Poza tym w Selenografii opisano obserwacje Słońca przeprowadzone przez Heweliusza w latach 1642–1644.